# ジョルジオ・ビスマラ
ジョルジオ・ヴィズマーラ（Giorgio Vismara　1965年1月11日- ）はイタリアの柔道選手。階級は86kg級。妻はアトランタオリンピックの柔道61kg級で銅メダルを獲得したジェニー・ハル。2015年現在、スイスナショナルチームの監督を務めている
。

## 人物
1984年のヨーロッパジュニア78kg級で3位なった。1985年の世界選手権で7位になったが、ヨーロッパジュニアでは2位だった。1986年のグッドウィルゲームズで3位になると、翌年の地中海競技大会でも3位になった。1988年のソウルオリンピックには出場できなかった。1989年には階級を86kg級に上げると、ヨーロッパ選手権で3位になった。1991年のヨーロッパ選手権で3位になると、世界選手権では銅メダルを獲得した。1992年のヨーロッパ選手権では3位だったが、バルセロナオリンピックでは3回戦で敗れた。1995年のミリタリーワールドゲームズでは優勝を飾った。

## 主な戦績
78kg級での戦績
- 1984年 - ヨーロッパジュニア　3位
- 1985年 - ベルギー国際　優勝
- 1985年 - 世界選手権　7位
- 1985年 - ヨーロッパジュニア　2位
- 1986年 - 世界軍人選手権大会　2位
- 1986年 - グッドウィルゲームズ　3位
- 1987年 - ドイツ国際　3位
- 1987年 - 地中海競技大会　3位
- 1988年 - ルーマニア国際　優勝

86kg級での戦績
- 1989年 - ヨーロッパ選手権　3位
- 1990年 - フランス国際　3位
- 1990年 - 東ドイツ国際　優勝
- 1990年 - オーストリア国際　優勝
- 1991年 - ヨーロッパ選手権　2位
- 1991年 - 世界選手権　3位
- 1992年 - ヨーロッパ選手権　3位
- 1992年 - 世界軍人選手権大会　優勝
- 1993年 - ドイツ国際　3位
- 1995年 - ミリタリーワールドゲームズ　優勝